# Brugklas (musical)
Brugklas is een Nederlandse musical die op 13 oktober 2019 in première ging. De musical is een bewerking van de gelijknamige televisieserie en werd geproduceerd door Morssinkhof Terra Theaterproducties, in samenwerking met AVROTROS en Tuvalu Media.

## Plot
Vijf brugklassers op het Koning Wilhelm Alexander College willen een speciale hiphop-musical organiseren over Willem van Oranje, voor wanneer het koninklijk echtpaar een bezoek komt brengen aan de school. De dochter van de schooldirecteur bedenkt een plan om dit idee te boycotten. Ondertussen komen thema's als ouders, homoseksualiteit en pesten aan bod.

## Rolverdeling
| Rol   | Gespeeld door   |
| ----- | --------------- |
| Jamie | Claire Veldkamp |
| Selma | May Hollerman   |
| Max   | Niek Roozen     |
| Bram  | Jary Sluijter   |
| Emma  | Belle Zimmerman |

## Ontvangst
De musical werd goed ontvangen. Men prees het aanstekelijke optreden in combinatie met de zang en dans. Naast de positieve recensies, had één recensent kritiek op het 'matige en politiek correcte verhaal.' Brugklas werd genomineerd voor vijf Musical Awards en won er tijdens het Musical Award Gala van 2020 één, die voor beste muziek. De musical gaat actuele thema's.